# Regierung Santer-Poos II

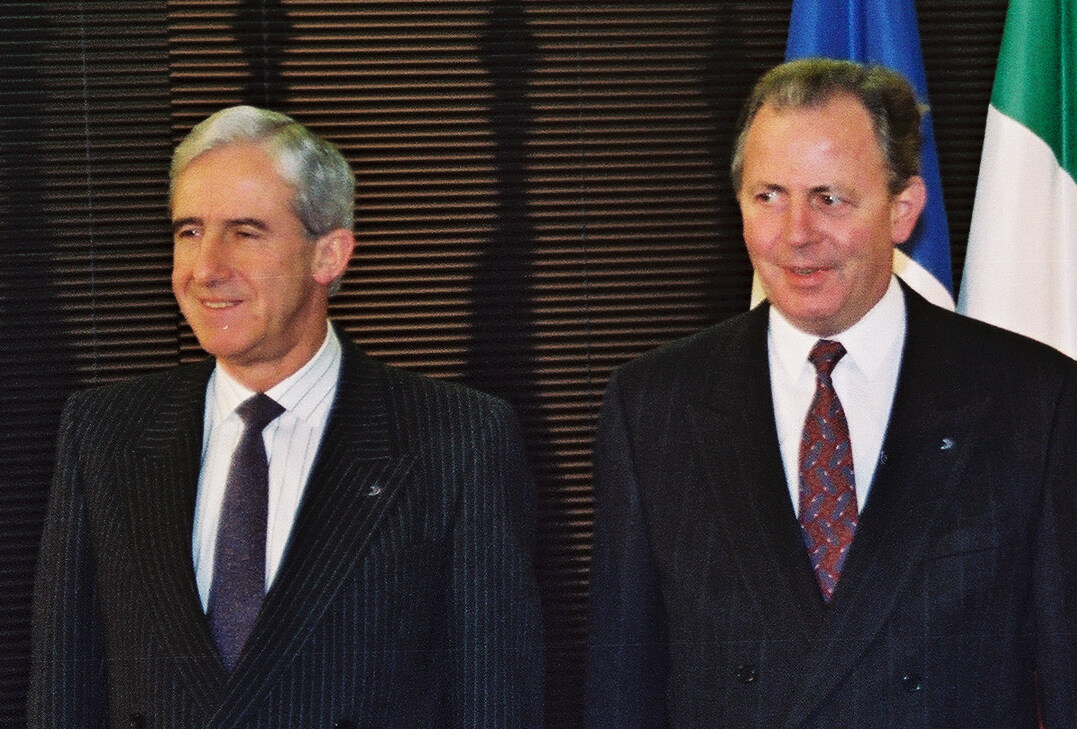
Jacques Poos, luxemburgischer Minister für auswärtige Angelegenheiten, Außenhandel und Zusammenarbeit; Jacques Santer, luxemburgischer Premierminister (1989)

Die Regierung Santer-Poos II war eine luxemburgische Koalitionsregierung, die die Christlich-Soziale Volkspartei (CSV) mit der Luxemburger Sozialistischen Arbeiterpartei (LSAP) nach den Kammerwahlen am 18. Juni 1989 bildete. Sie wurde am 14. Juli 1989 vereidigt und bestand aus zehn Ministern und zwei Staatssekretären.
Während eines Krankenhausaufenthaltes von Jean-Claude Juncker leitete Jacques Santer vom 30. Oktober bis 23. November 1989 das Finanzministerium, das Arbeitsministerium übernahm in dieser Zeit Jean Spautz.
Am 9. Dezember 1992 wurde die Regierung umgebildet, nachdem René Steichen als Luxemburger Kommissar der Europäischen Kommission ernannt worden war, wo er im Kabinett von Präsident Jacques Delors für Landwirtschaft zuständig wurde. Sein Luxemburger Ministerium übernahm Marie-Josée Jacobs.
Die Regierung war bis zum 13. Juli 1994 im Amt und wurde durch die Regierung Santer-Poos III abgelöst.

## Zusammensetzung
- Jacques Santer (CSV): Premierminister; Staatsminister; Budgetminister; Kulturminister
- Jacques Poos (LSAP): Stellvertretender Premierminister; Außenminister, Minister für Außenhandel und Zusammenarbeit; Verteidigungsminister
- Fernand Boden (CSV): Minister für Familie; Minister für Mittelstand und Tourismus
- Jean Spautz (CSV): Innenminister; Wohnungsbauminister und Minister für Stadtentwicklung
- Jean-Claude Juncker (CSV): Finanzminister, Arbeitsminister
- Marc Fischbach (CSV): Bildungsminister; Justizminister; Minister für Öffentliche Verwaltung
- Johny Lahure (LSAP): Gesundheitsminister; Minister für Soziale Sicherheit, Minister für Sport, Minister für Jugend.
- René Steichen (CSV): Minister für Landwirtschaft, Weinbau und Ländliche Entwicklung; Delegierter Minister für Kultur und Forschung (ab dem 9. Dezember 1992 ersetzt durch Marie-Josée Jacobs)
- Robert Goebbels (LSAP): Wirtschaftsminister; Minister für Öffentliche Arbeiten; Verkehrsminister
- Alex Bodry (LSAP): Minister für Landesplanung; Minister für Energie; Minister für Kommunikation.
- Georges Wohlfart (LSAP): Staatssekretär für Außenbeziehungen, Außenhandel und Zusammenarbeit; Staatssekretär für Verteidigung.
- Mady Delvaux-Stehres (LSAP): Staatssekretärin für Gesundheit und Sozialversicherung; Staatssekretärin für Sport und Jugend.